# London, Brighton and South Coast Railway
London, Brighton and South Coast Railway (LB&SCR) conegut com a Brighton Line fou una companyia de ferrocarril del Regne Unit entre el 1846 i 1922. El seu territori forma un triangle amb Londres en un vèrtex i als altres Sussex i Surrey.
La companyia es va fusionar amb L&SWR i SE&CR i altres de menors agrupant-se en una de nova anomenada Southern Railway.